# 3-й Венецианский кинофестиваль
3-й международный Венецианский кинофестиваль проходил с 10 августа по 1 сентября 1935 года. Начиная с третьего фестиваля, вручается Кубок Вольпи за лучшую мужскую и женскую роли.

## Фильмы-участники

### Австрия
- Эпизод / Episode, фильм Вальтера Райша
- Разбитый кувшин / Der zerbrochene Krug, фильм Эриха Энгеля
- Варьете предместья / Vorstadtsvarieté, фильм Вернера Хохбаума (1934)
- ...только комедиант / …nur ein Komödiant, фильм Эриха Энгеля
- Австрийское барокко / Das österreichische Barock (к/м, науч.-поп.)
- Австрийский театр в смене времён / Osterreichische Theater im Wandel der Zeit, фильм Ханса Людвига Бома (к/м, науч.-поп.)
- Праздник тела Христова / Corpus Domini (к/м)

### Великобритания
- Сандерс с реки / Sanders of the River, фильм Золтана Корды
- Никогда не покидай меня / Escape Me Never, фильм Пауля Циннера
- Роман студента / The Student’s Romance, фильм Отто Кантурека
- Верфь / Shipyard, фильм Пола Роты (к/м)
- Частная жизнь глупышей / The Private Life of the Cannets, фильм Юлиана Хаксли (к/м, науч.-поп.)

### Венгрия
- Маленькая мама / Kleine Mutti, фильм Генри Костера
- Грёзы любви / Liebesträume — «Szerelmi álmok», фильм Гейнца Хилле
- Венгерская деревня / La Village Hongrois, фильм Пола Роты (к/м)
- Халилали / Halilali, (к/м)
- Праздник Сан-Этьен / La fête de Saint-Etienne (к/м)
- Будапешт / Budapest (к/м)

### Германия
- Потерянный сын / Der verlorene Sohn, фильм Луиса Тренкера
- Триумф воли / Triumph des Willens, полнометражный документальный фильм Лени Рифеншталь
- Обервахтмистр Швенке / Oberwachtmeister Schwenke, фильм Карла Фрёлиха
- Гермина и семь мужчин / Hermine und die sieben Aufrechten, фильм Франка Висбара
- Старый и молодой король / Der alte und der junge König, фильм Ханса Штайнхофа
- Регина / Regine, фильм Эриха Вашнека
- Пер Гюнт / Peer Gynt, фильм Фрица Вендхаузена (1934)
- Я для тебя, ты для меня / Ich für dich, du für mich, фильм Карла Фрёлиха (1934)
- Муравьиное государство / Der Ameisenstaat, (к/м, науч.-поп.)
- Жизнь бабочки / Schmetterlingsleben (к/м)
- Симфония в голубом / Simphonie im Blau (к/м)
- Жизнь подо льдом / Leben unter dem Eis (к/м)
- Король лесов / Der König des Waldes (к/м)
- Похищенное сердце / Das geraubte Herz, фильм Лотты Райнигер (к/м)

### Голландия
- Хорошая надежда / Op Hoop van Zegen, фильм Алекса Бенно (1934)
- Старый город / Onde Stadt, фильм режиссёров Виля Тушинского и Тео Густена (к/м)

### Италия
- Башмачки на солнце / Le scarpe al sole, фильм Марко Эльтера
- Красный паспорт / Passaporto rosso, фильм Гуидо Бриньоне
- Дам миллион / Darò un milione, фильм Марио Камерини
- Каста Дива / Casta Diva, фильм Кармине Галлоне
- Любовь / Amore, фильм Карло Людовико Брагальи
- Золотая стрела / Freccia d’oro, фильм Пьеро Баллерини и Коррадо Д'Эррико
- Корпоративное государство / Lo stato corporativo, (к/м, док.)
- Музей любви / Il museo dell’amore, фильм Марио Баффико (к/м)
- Белый марафон / Maratona bianca, фильм Алессандро Превитеры (к/м)
- Освобождение / Riscatto (к/м)
- Матерям Италии / Alle madri d’Italia (к/м)

### Палестина
- Земля обетованная / La terra promessa, фильм Иуды Лехмана (к/м)

### Польша
- День большого приключения / Dzień wielkiej przygody, фильм Юзефа Лейтеса

### США
- Бекки Шарп / Becky Sharp, фильм Рубена Мамуляна
- Осведомитель / The Informer, фильм Джона Форда
- Дэвид Копперфилд / The Personal History, Adventures, Experience, & Observation of David Copperfield the Younger, фильм Джорджа Кьюкора
- Брачная ночь / The Wedding Night, фильм Кинга Видора
- Нет большей славы / No Greater Glory, фильм Фрэнка Борзейги (1934)
- Анна Каренина / Anna Karenina, фильм Кларенса Брауна
- Чёрная ярость / Black Fury, фильм Майкла Кёртица
- Бродвей Билл / Broadway Bill, фильм Фрэнка Капры (1934)
- Дьявол — это женщина / The Devil is a Woman, фильм Джозефа фон Штернберга
- Китайские моря / China Seas, фильм Тэя Гарнетта
- Крестовые походы / The Crusades, фильм Сесила Блаунта Де Милля
- Кудряшка / Curly Top, фильм Ирвинга Каммингса
- Ад Данте (Дантов ад) / Dante’s Inferno, фильм Гарри Лачмана
- Фоли Бержер / Folies Bergère de Paris, фильм Роя Дель Рута
- Кукарача / La Cucaracha, фильм Ллойда Корригэна (1934) (к/м)
- Когда кошки нет / When the Cat’s Away (к/м)
- Клиу (Тигр) / Kliou (The Tiger), фильм Генри де ля Фалеза (к/м)
- Песнь Средиземного моря / Mediterranean Song (к/м)
- Итальянский каприз / Italian Caprice (к/м)
- Рыбка из кучи / Fish From Hiel (к/м)
- Баркаролла / Barcarolla (к/м)
- Концерт / The Band Concert, анимационный фильм Уилфреда Джексона (продюсер — Уолт Дисней) (к/м)
- Водные малютки / Water Babies, анимационный фильм Уилфреда Джексона (продюсер — Уолт Дисней) (к/м)
- Котёнок-разбойник / The Robber Kitten, анимационный фильм Дэвида Хэнда (продюсер — Уолт Дисней) (к/м)
- Сервисный центр Микки Мауса / Mickey’s Service Station, анимационный фильм Бена Шарпстина (продюсер — Уолт Дисней) (к/м)
- Золотое прикосновение / The Golden Touch, анимационный фильм Уолта Диснея (к/м)
- Карнавал пирожных / The Cookie Carnival, анимационный фильм Бена Шарпстина (продюсер — Уолт Дисней) (к/м)

### Франция
- Итто / Itto, фильм Жана Бенуа-Леви и Мари Эпштейн
- Товарищ / Tovaritch, фильм Жака Деваля
- Преступление и наказание / Crime et Châtiment, фильм Пьера Шеналя
- Мария Шапделен / Maria Chapdelaine, фильм Жюльена Дювивье (1934)
- Счастье / Le Bonheur, фильм Марселя Л’Эрбье (1934)
- Дама с камелиями / La Dame aux camélias, фильм Фернана Ривера (1934)
- Мария скорбящая / Marie des Angoisses, фильм Мишеля Бернхейма
- Маскотта / La Mascotte, фильм Леона Мато
- Непредвиденное путешествие / Le Voyage imprévu, фильм Жана де Лимура
- Три минуты астрономии: Луна / Trois minutes d’astronomie: la luna, фильм Этьена Лаллье (к/м)
- Старый замок / Le vieux Château, фильм Анри Серрюти (к/м)
- Голос / La voix (к/м)
- Нормандия / Normandie, фильм Марселя де Юбша (к/м)
- На самолёте / En avion, фильм Этьена Лаллье (к/м)
- Морской конёк / L’hippocampe, фильм Жана Польве (к/м)
- Гора святого Михаила / Le mont Sant-Michel, фильм Мориса Клоша (к/м)

### Чехословакия
- Жизнь идёт дальше / A zivot jde dál, фильм Ф. В. Кремера и Карла Юнганса
- Эй, ухнем! / Hej rup!, фильм Мартина Фрича
- Роман в Татрах / Tatranská romance, фильм Йозефа Ровенского

### Швейцария
- Вечная маска / Die ewige Maske, фильм Вернера Хохбаума

### Швеция
- Семейство Сведенхельм / Swedenhielms, фильм Густава Муландера
- Зов моря / Havet lockar, фильм Пера Г. Хольмгрена (к/м)
- Песнь паруса / Sung under jegel (к/м)
- Северная Венеция / Nordens Venedig (к/м)

## Награды
- Кубок Муссолини за лучший иностранный фильм: Анна Каренина (США, фильм Кларенса Брауна)
- Кубок Муссолини за лучший итальянский фильм: Каста Дива / Casta Diva, фильм Кармине Галлоне
- Кубки фестиваля за лучшие фильмы страны, представленной на фестивале, присуждены соответственно фильмам следующих стран:
  - Германия: Потерянный сын / Der verlorene Sohn, фильм Луиса Тренкера; Триумф воли / Triumph des Willens, полнометражный документальный фильм Лени Рифеншталь
  - Италия: Башмачки на солнце / Le scarpe al sole, фильм Марко Эльтера; Красный паспорт / Passaporto rosso, фильм Гуидо Бриньоне; Дам миллион / Darò un milione, фильм Марио Камерини
  - США: Нет большей славы / No Greater Glory, фильм Фрэнка Борзейги
  - Польша: День большого приключения / Dzień wielkiej przygody, фильм Юзефа Лейтеса
  - Швейцария: Вечная маска / Die ewige Maske, фильм Вернера Хохбаума
  - Франция: Итто / Itto, фильм Жана Бенуа-Леви и Мари Эпштейн
  - Великобритания: Никогда не покидай меня / Escape Me Never, фильм Пауля Циннера
- Кубок фестиваля за лучший документальный фильм:
  - Освобождение / Riscatto (Италия) (к/м)
- Кубок Вольпи
  - Лучший актёр: Пьер Бланшар (Франция, фильм Преступление и наказание / Crime et Châtiment)
  - Лучшая актриса: Паула Вессели (Австрия, фильм Эпизод / Episode)
- Кубок Национальной фашистской партии за лучший итальянский фильм:
  - Красный паспорт / Passaporto rosso, фильм Гуидо Бриньоне
- Золотая медаль Международного института воспитательной кинематографии за лучшую короткометражку:
  - Гора святого Михаила / Le mont Sant-Michel (Франция, фильм Мориса Клоша)
- Золотая медаль за лучшую мультипликацию:
  - Концерт / The Band Concert (США, анимационный фильм Уилфреда Джексона / продюсер — Уолт Дисней) (к/м)
- Лучшая режиссура: Брачная ночь (США, фильм Кинга Видора)
- Лучший сценарий: Осведомитель (США, сценарист Дадли Николс)
- Лучший цветной фильм: Бекки Шарп / Becky Sharp (США, фильм Рубена Мамуляна)
- Лучшая операторская работа: Дьявол — это женщина (США, фильм Джозефа фон Штернберга / режиссёр и оператор)
- Лучшая музыка: Сэндерс с реки (Великобритания, композитор Миша Сполянский)
- Лучшая анимация: Концерт (США, фильм Уолта Диснея)
- Специальная награда жюри: Земля обетованная (Палестина, фильм Иуды Лимана) (к/м)
- Кубок Биеннале: Грёзы любви / Liebesträume — «Szerelmi álmok», фильм Гейнца Хилле
- Жюри сочло несколько фильмов достойными упоминания за их исключительные качества:
  - Мария Шапделен / Maria Chapdelaine (Франция, фильм Жюльена Дювивье)
  - Непредвиденное путешествие / Le Voyage imprévu (Франция, фильм Жана де Лимура)
  - Гермина и семь мужчин / Hermine und die sieben Aufrechten (Германия, фильм Франка Висбара)
  - Муравьиное государство / Der Ameisenstaat (Германия) (к/м, науч.-поп.)
  - Частная жизнь глупышей / The Private Life of the Cannets (Великобритания, фильм Юлиана Хаксли) (к/м, науч.-поп.)
  - Хорошая надежда / Op Hoop van Zegen (Голландия, фильм Алекса Бенно)
  - Семейство Сведенхельм / Swedenhielms (Швеция, фильм Густава Муландера)